# Ada Pampín
Ada Pampín foi uma actriz de rádio argentina.

## Carreira
Pampín luziu-se em várias interpretações exclusivamente para o radio-teatro argentino. Foi colega de quarto de pensão de Eva Duarte, antes de que conhecesse o general Juan Domingo Perón; juntamente com ela compartilhava vários trabalhos em rádio.
Trabalhou para antigas e reconhecidas emissoras como Rádio Mitre. Integrou, entre outras, a Companhia de Teatro do Ar, e foi junto a Anita Jordán, Evita e Rosita do Rio, as vozes juvenis e inconfundíveis da época dourada do radio-teatro naqueles tempos.

## Radio-teatros
Los Jazmines del Ochenta, junto a Pascual Pelliciotta, Eva Duarte, Lita Senén, Marcos Zucker, Carmen Palau, Marta Tamar e Francisco de Paula, entre outros.